# Café

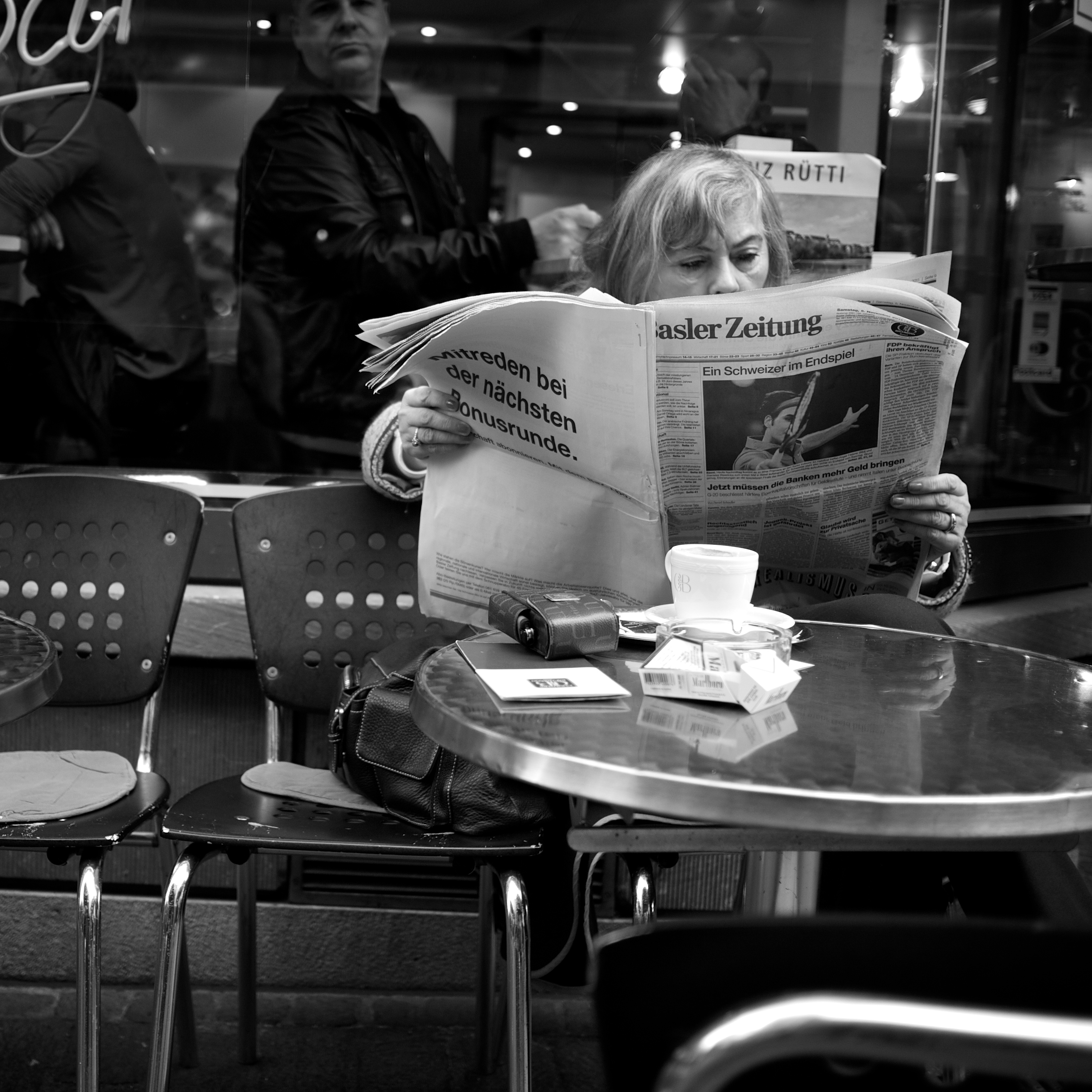
Klassische Kaffeehausszene

Das Café (französisch für „Kaffee“, hier kurz für cabaret de café, Kaffeehaus, Kaffeeschänke) ist ursprünglich eine Gaststätte, in der vor allem heißer Kaffee als Getränk angeboten wird. Die Kaffeehaustradition, die bei der weltweiten Verbreitung des Kaffeekonsums eine treibende Kraft war, hat sich vor allem in Wien (als Wiener Kaffeehaus), Prag und Budapest erhalten. Den Betreiber eines Kaffeehauses nannte man früher Kaffeesieder.

## Geschichte
Die ersten Kaffeehäuser verschiedener Städte:
 
- Kairo, Damaskus und Aleppo
- 1522 Belgrad[2]
- 1554 Konstantinopel
- 1647 Venedig
- 1650 Oxford
- 1652 London
- 1663 Amsterdam
- 1671 Marseille
- 1672 Paris
- 1673 Bremen
- 1677 Hamburg
- 1685 Wien
- 1686 Nürnberg
- 1686 Regensburg
- 1694 Leipzig
- 1697 Würzburg
- 1700 München
- 1705 Prag[3]
- 1718 Erlangen
- 1721 Berlin[4]

Die ersten Kaffeehäuser gingen aus arabischen Einrichtungen hervor und entstanden im Osmanischen Reich, insbesondere in Kairo, Damaskus und Aleppo, den Metropolen Ägyptens, Syriens und des heutigen Iraks. Nachdem Sultan Süleyman I., im Deutschen auch Suleiman (genannt „der Prächtige“) Belgrad am 28. August 1521 erobert hatte und ihm die Stadt übergeben worden war, eröffnete bereits im Folgejahr in Belgrad, Serbien die erste aufgezeichnete Kafana (serbisches Kaffeehaus) in Europa, dort wurde nur türkischer Kaffee serviert. An den Handelsplätzen der Levante fanden weitere Gründungen von Kaffeeschänken statt. In der osmanischen Hauptstadt Konstantinopel ist seit 1554 ein Kaffeehaus belegt.
Im westlichen Europa wurde 1647 das erste Café (ein Vorläufer des Alla Venezia Trionfante, später Caffè Florian genannt) in Venedig unter den Arkaden des Markusplatzes gegründet, da die Kaufleute solche Einrichtungen in Konstantinopel und Alexandria als sehr angenehm empfunden hatten. 1650 folgte ein von einem syrischen Juden namens Jacob eröffnetes Kaffeehaus im englischen Oxford und 1652 wurde in London unter dem Namen „Virginia Coffee-House“ ein weiteres Café gegründet. In den folgenden Jahren verbreiteten sie sich besonders um die Börse, die London Stock Exchange, herum und dienten Börsenmaklern und Geschäftsleuten als Treffpunkt.
Bald erreichten die Kaffeehäuser auch andere wichtige Städte wie Marseille und Paris, wo erstmals 1672 von Armeniern ein öffentliches Kaffeehaus errichtet worden sein soll. Die erste Kaffeestube im deutschsprachigen Raum entstand 1673 in Bremen, wo genau ist nicht belegt. Es könnte im Schütting oder einem der umliegenden Häuser am Marktplatz gewesen sein.
In Wien eröffnete ein Armenier namens Johannes Theodat (auch Johannes Diodato, Owanes Astouatzatur) 1685 das erste Kaffeehaus der Stadt. Ein weiterer Armenier namens Georgius Deodatus (auch Georg Deodat) eröffnete 1714 das erste Kaffeehaus in Prag. Es hält sich auch weiterhin das Gerücht, dass Georg Franz Kolschitzky nach der zweiten Wiener Türkenbelagerung sich um von den Türken zurückgelassene Kaffeebohnensäcke bemühte, um dann ein Kaffeehaus zu eröffnen. Im Jahr 1700 waren es bereits vier Griechen, die ein Privileg erhalten hatten, „Cafée offentlich auszuschäncken“.
Das erste Kaffeehaus Süddeutschlands entstand im Sommer 1686 in Nürnberg im „Haus zum Frosch“ am ehemaligen Fünferplatz 6. Gründer waren der Gastwirt Conrad Stör vom „Goldenen Ochsen“ und der Zuckerbäcker Georg Albrecht. Ausgeschenkt wurden Tee, Kaffee und Schokolade. Das Unternehmen und die Schanklizenz ging am 8. August 1696 ganz in das Eigentum des „Kaffewirts“ Stör über, dem auch das „Haus zum Frosch“ gehörte. Per Dekret vom 29. August 1718 hatte in Erlangen Jean Trinques das Recht, der alleinige „Maitre au Caffé“ der Stadt zu sein, erhalten (im Sommer 1730 bekam dann auch der, wie Trinques in Christian-Erlangen lebende, Peruquier André Grenard eine Konzession zum Bier-, Wein-, Likör-, Tee-, Schokolade- und Kaffeeausschank).

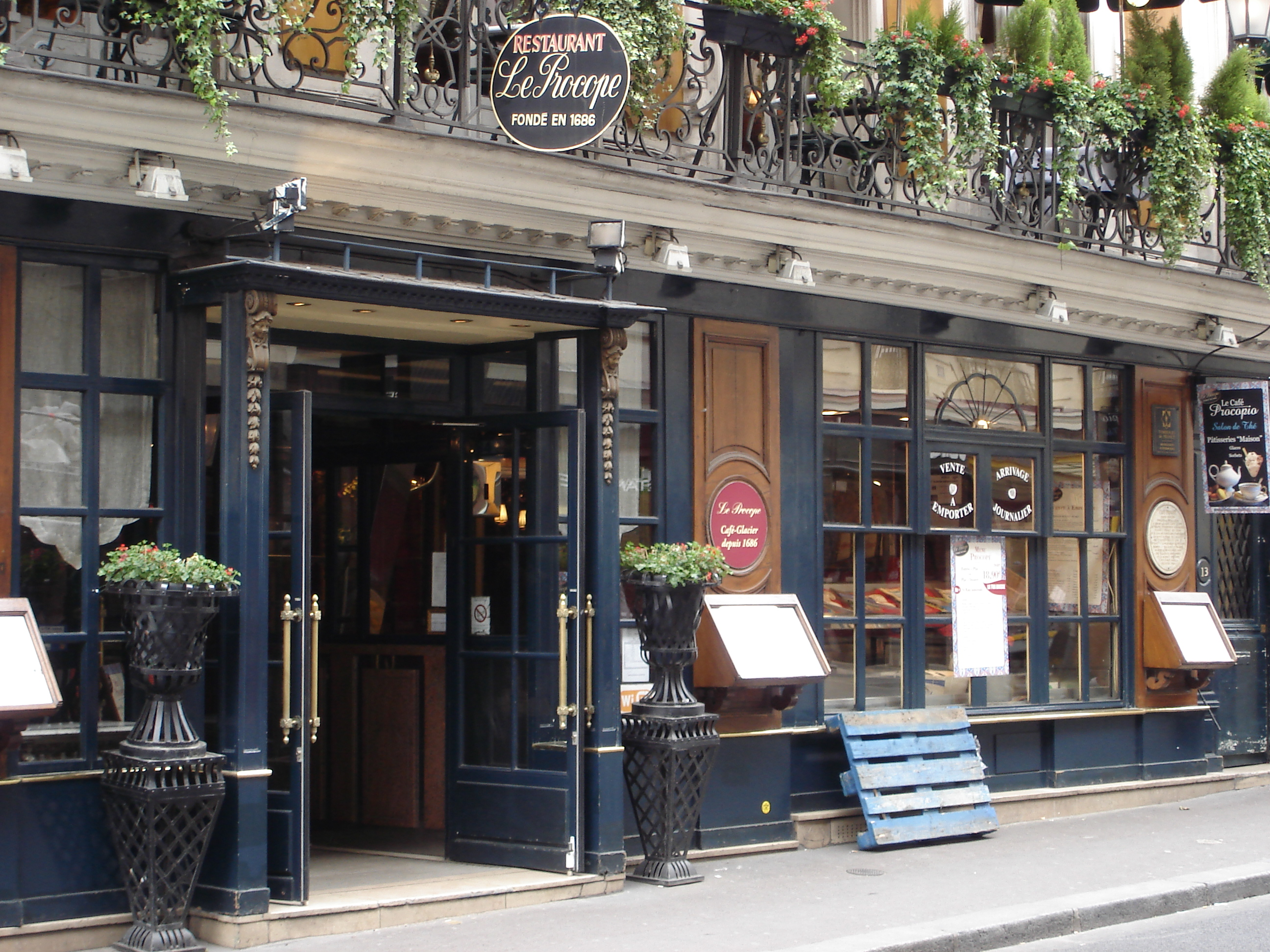
Café Procope, 2010

Zu den ältesten heute noch bestehenden Kaffeehäuser zählt das angeblich 1686 eröffnete „Café Procope“ in Paris. Auch das 1686 in Regensburg eröffnete „Café Prinzess“ besteht heute noch. Dazu gehört auch das Café „Zum Arabischen Coffe Baum“ in Leipzig, wo nachweislich seit 1711 Kaffee ausgeschenkt wurde.
Im Jahr 1697 gründete der Beutetürke Mehmet Sadullah Pascha, getauft am 24. Juni 1695 auf den Namen Johann Ernst Nicolauß Strauß, ein Kaffeehaus in Würzburg. Dieses erste Kaffeehaus Würzburgs wurde am 23. März 1697 genehmigt.
Unter anderem Jürgen Habermas betont in seinem Werk Strukturwandel der Öffentlichkeit die Funktion der Kaffeehäuser als wichtigen Bereich der öffentlichen Sphäre, durch die sich eine bürgerliche Öffentlichkeit etablieren konnte.
Aber nicht nur die Geschäftsleute hatten ihre Kaffeehäuser, es gab ebenso Stammcafés für Literaten (etwa das berühmte „Will's“, in dem John Dryden Hof hielt, auch Alexander Pope verkehrte hier, oder das „Smyrna“, das Jonathan Swift und Daniel Defoe zu seinen Gästen zählte), für Gelehrte („The Grecian“), Juristen und Spieler. Kennzeichnend für Kaffeehausgesellschaften war die Überwindung von Standesdünkel – hier saßen einfache Leute und Adlige am selben Tisch zusammen und redeten über die Weltlage im Allgemeinen und ihre Geschäfte im Besonderen.
Das Kaffeehaus ist auch der Ursprung des Postwesens („Penny Post“), die ersten Postfächer richtete man sich in seinem Stammcafé ein. Die erste Versicherung ging auf eine Geschäftsidee des von Edward Lloyd 1688 als Lloyd’s Coffee House in der Lombard Street gegründeten Londoner Kaffeehauses Lloyd’s zurück, in dem sich Kaufleute bzw. Versicherungsvertreter aus dem Schifffahrtswesen trafen und ihre Risiken zu minimieren suchten, indem sie ihre Schiffsladungen aus den Kolonien gegen Havarie versicherten.
Ebenso bedeutend sind die Cafés hinsichtlich der Entwicklung der Zeitung. Der Tatler (von Daniel Reed bis 1711 herausgegeben), der Spectator (Joseph Addison und Reed, die Redaktion saß im „Button’s Coffee-house“), später weitere Gazetten erschienen täglich und vereinten Berichte über Politik, Wirtschaft, Kultur und Gesellschaft ganz ähnlich, wie es heute noch der Fall ist.

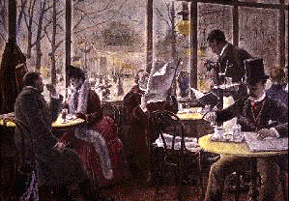
Paul Hoeniger: „Café Josty“ am Potsdamer Platz in Berlin

Allmählich ersetzte der Kaffee die bis dahin üblichen alkoholischen Getränke, doch noch bis ins 18. Jahrhundert hinein hielt sich die Biersuppe als übliche Frühstücksnahrung und das Bier als Getränk, das man den ganzen Tag über zu sich nahm. Die Ablösung durch den Kaffee bedeutete auch, dass der ständige leichte Rausch, an den man sich seit Jahrhunderten gewöhnt hatte, durch ein Gefühl der wachen, konzentrierten Nüchternheit abgelöst wurde (der „nüchterne Rausch“, wie Voltaire ihn nannte, der selbst ein bekennender Kaffeevieltrinker war). Doch der Kaffee traf nicht nur auf Gegenliebe: Anrainer beschwerten sich über den „Gestank“ des gerösteten Kaffees (tatsächlich haben die beim Kaffeerösten entstehenden Schwaden nichts vom Wohlgeruch des Produktes), und eine Gruppe Londoner Frauen schrieb ein wütendes Pamphlet gegen den Kaffeekonsum – offenbar vor allem der Tatsache geschuldet, dass ihre Männer den größten Teil des Tages im Coffee-House verbrachten, während ihnen selbst der Eintritt, wenn er schon nicht verwehrt war, so doch zumindest als Rufschädigung angekreidet wurde.
Es kam auch zu Verboten von Kaffeehäusern und Kaffeekonsum. Es gab verschiedene Gründe für die Verbote: Misstrauen der Herrschenden gegenüber den politischen Aktivitäten der Kaffeehausbesucher, Vorgehen gegen eine sich ausbreitende Spielleidenschaft, Unterbindung des Anbietens sexueller Dienstleistungen in einigen Häusern sowie gefürchtete Einnahmeverluste an anderer Stelle (etwa im Braugewerbe). In England wurde von König Karl II. (gestorben 1685) erstmals ein Verbot sämtlicher Kaffeehäuser erlassen, jedoch nach heftigen Protesten und wenigen Tagen wieder aufgehoben. Das erste absolute Kaffeeverbot hatte 1756 in Schweden längere Zeit Bestand. Eine Verbotspolitik betrieben zum Beispiel auch 1764 das Herzogtum Braunschweig, 1777 das Königreich Preußen (unter Einsatz von sogenannten Kaffeeriechern) und 1780 das Kurfürstentum Hannover. Gegen Ende des 18. Jahrhunderts verebbte die Prohibitionspolitik gegen den Kaffee. Stattdessen wurden staatlicherseits nun Zölle und Steuern erhoben und an Kaffeehauskonzessionen und am Kaffeehandel verdient.
Cafés spielten gelegentlich auch eine politische Rolle, so in Frankreich als Versammlungsort während der Französischen Revolution (1789–1799). So genutzte Kaffeehäuser waren in Paris zum Beispiel das Café de Foy, das Café Hottot und das Café Corazza.
In Frankreich entstand – durch die Differenzierung der Bourgeoisie – aus den sogenannten Cafés concerts (auch Caf’ conc’ genannt) eine neue Unterhaltung für das Mittel- und Kleinbürgertum, die letztlich zu burlesken Varietélokalen mutierte. Cafés concerts waren nicht nur Unterhaltung für die Mittel- und Unterschicht, sondern galten auch als subversiv, denn in ihnen konnten Kleinbürger und Proletarier ihrem Herzen Luft machen, anstatt nur ihr soziales Elend zu vergessen. Die Café concerts waren in der Regel lang gestreckte, rechteckige Säle mit einer relativ hohen Bühne, also keine Cafés im üblichen Sinne und auch keine Konzertsäle, sondern eher Volksvarietés mit gastronomischer Betreuung. Die Darbietungen waren kostenlos, denn der Hauptumsatz wurde auch hier mit Essen und Getränken erzielt. Die ersten Cafés concerts kamen in Lyon und Marseille zu Beginn des 19. Jahrhunderts auf und hatten großen Erfolg. Sie verbreiteten sich schnell über das ganze Land – 1850 gab es in Paris 200 davon, in denen ihre Programme durch erotische Tänze (z. B. Cancan, Chahut und Quadrille naturaliste) und Gesang dominiert wurden. Neben dem satirischen bildete sich das derb-komische und vor allem drastisch-erotische – mit zweideutiger Gestik untermalte – Lied aus. Amateure standen auf der Bühne und die umsichtigen Wirte organisierten sogar entsprechende Wettbewerbe, was natürlich ihren Umsatz steigerte. Gleichberechtigt, aber in geringerer Anzahl, traten auch Akrobaten, Mimiker und andere Artisten auf.
Den Kaffeehäusern ist als besonderes Verdienst anzurechnen, dass sie das Wissen popularisierten und Gastlichkeit mit aufklärerischem Nutzen verbanden. Durch die Erfindung der Zeitung sowie die Etablierung der Post sind sie die Wiege der heutigen Printmedien. Die Möglichkeit des öffentlichen, mehr oder weniger gelehrten Diskurses trat aus den höfischen Zirkeln heraus, die ihn bis dahin ausschließlich kultiviert hatten, und wurde auch für Bürger möglich. Dazu gehört auch die Entstehung eines neutralen öffentlichen Ortes, der als Treffpunkt fungieren konnte (siehe auch Button’s Coffee-house). Ohne diese Voraussetzungen sind wohl weder die Lesemanie des Biedermeier noch die neu aufkommende Briefkultur denkbar. Auch bildeten die Coffee houses den Anstoß für die Lesegesellschaften des 18. und 19. Jahrhunderts, die sich der Förderung von Tugend und Geschmack verschrieben wie etwa die „Gesellschaft der Mahlern“ von Johann Jakob Bodmer in Zürich, der auch, von Spectator und Tatler beeinflusst, regelmäßig die „Discourse der Mahlern“ publizierte. Diese Lesegesellschaften ersetzten in Deutschland die englischen Clubs, ebenso wie diese mit festem Besucherkreis, jedoch ausschließlich auf seriöse Diskussion ausgerichtet. In Österreich wiederum entstanden Lesekabinette, die meist von Buchhändlern getragen waren und aus den Buchkabinetten innerhalb der Kaffeehäuser hervorgingen.

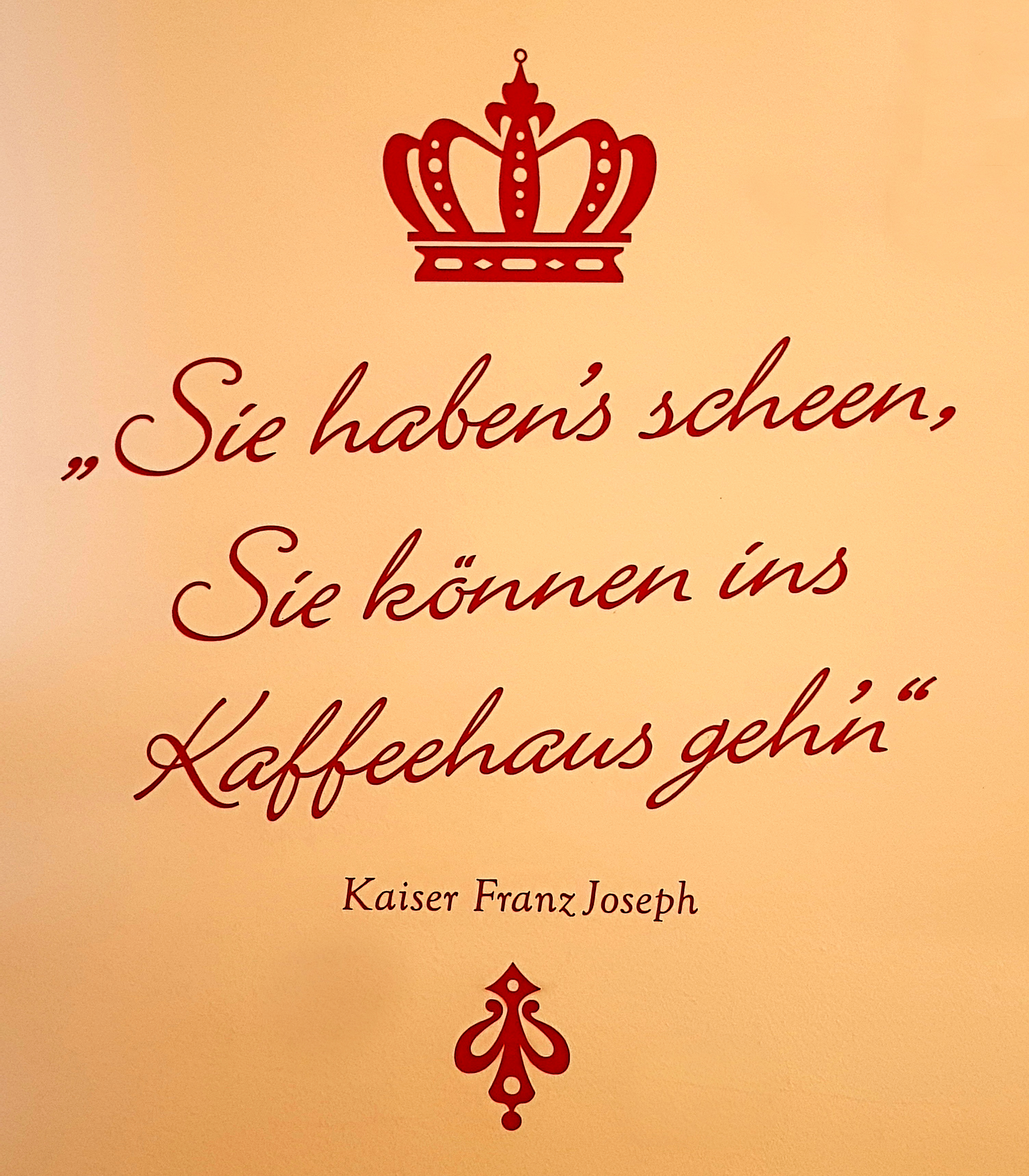
Wanddekoration im Cafe Merano
(Gut Kerschlach)

Die Kaffeehäuser waren auch ein Ort, an dem (wie es bereits in den orientalischen Kaffeehäusern gebräuchlich war) Spiele praktiziert wurden, insbesondere Schach. Es gab oftmals fest angestellte Profis, die gegen die Besucher um einen Einsatz spielten, jedoch stand den Besuchern auch das Spiel gegeneinander frei. Als eines der bedeutendsten Kaffeehäuser für das Schachspiel zeigte sich im 17. bis 19. Jahrhundert das Café de la Régence, das zum Mittelpunkt der Schachwelt wurde. Schachinteressierte historische Persönlichkeiten aus Politik, Philosophie und Kultur wie etwa der US-Gründervater Benjamin Franklin, dessen Abhandlung Die Sittlichkeit des Schachspiels zum klassischen Erbe der Schachliteratur gehört, waren zeitweilig dort anzutreffen. Der Begriff Kaffeehausspieler hat sich aufgrund dieser Tradition für Schachspieler erhalten, die einen riskanten Stil pflegen. Im 18. Jahrhundert kam auch das ehemals dem Adel vorbehaltene Billardspiel hinzu.
Schließlich orientierten sich auch die Kaffeehäuser im Osmanischen Reich zunehmend an europäischen Vorbildern wie den berühmten Pariser Häusern Luxembourg, Couronne und Concorde. Als rein türkische Weiterentwicklung traten jedoch die „Zeitungscafés“ (Kıraathâne) hinzu, deren erstes 1857 am Divanyolu eröffnete, die jedoch bald in den Ruf von „Spielhöllen“ gerieten.

## Kaffeehäuser heute

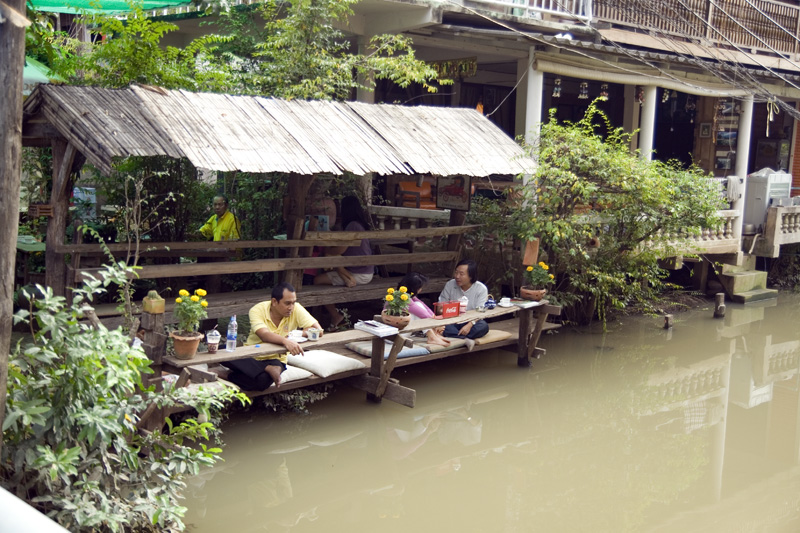
Koh Kred (Bangkok)

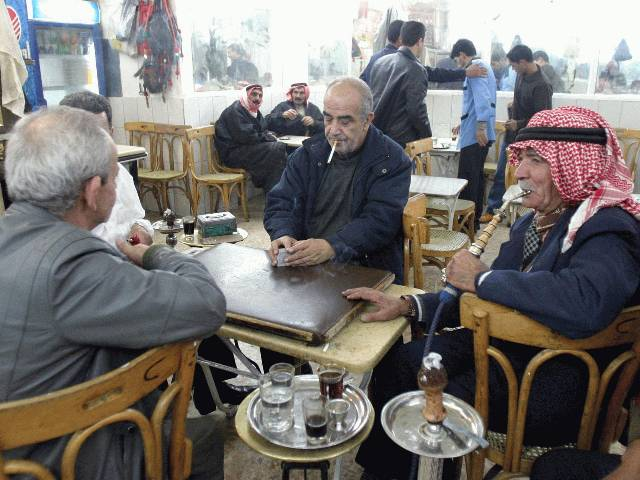
Syrien

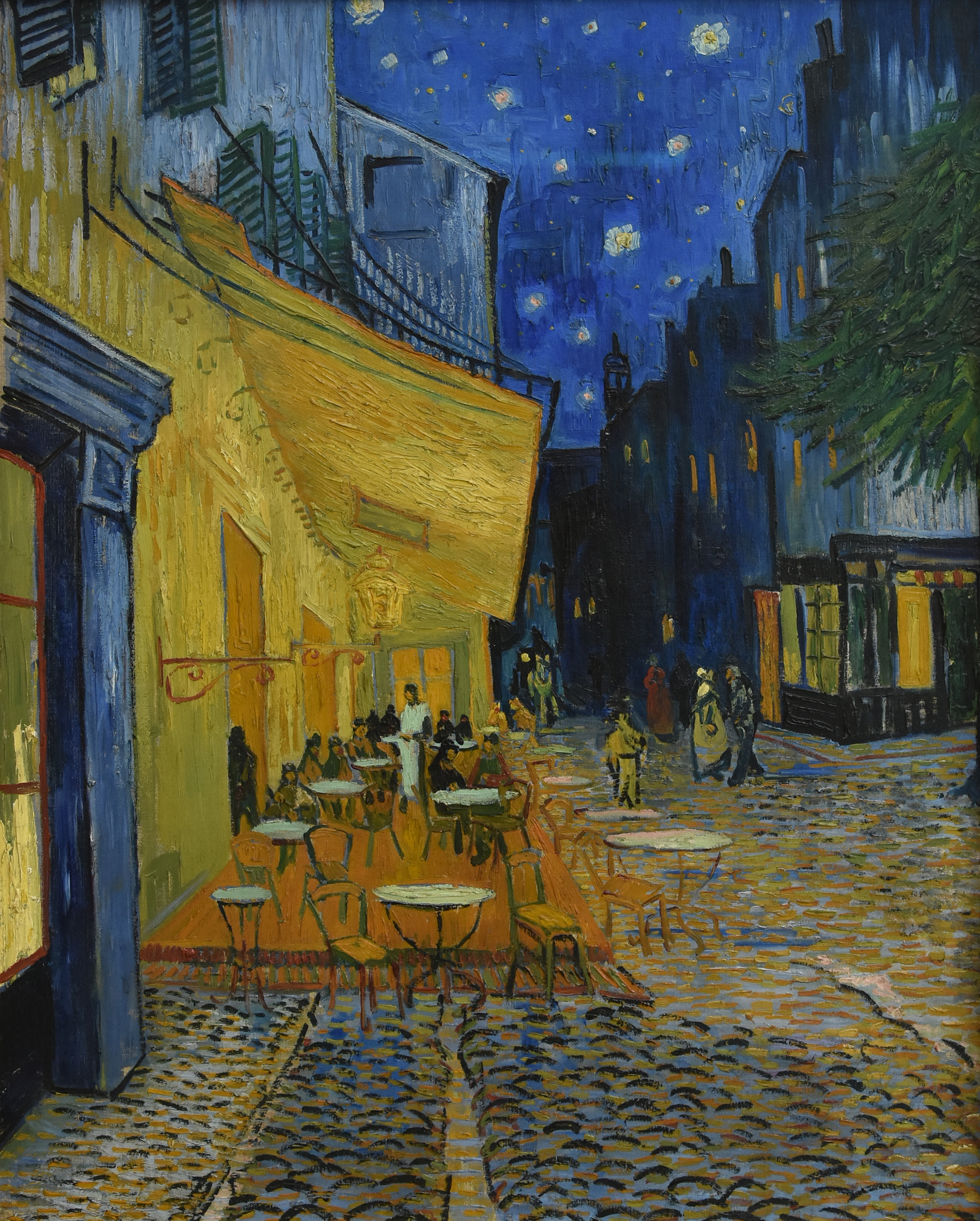
Gemälde von Vincent van Gogh, 1888

Ihre traditionelle gesellschaftliche Bedeutung haben Kaffeehäuser heute in Deutschland weitgehend verloren, sie dienen nur noch als reiner Gastronomiebetrieb. Im Gegensatz zu Österreich wird kaum mehr gespielt, gelesen oder debattiert. Auch die Bezeichnung Kaffeehaus hat sich nur in Österreich erhalten, in Deutschland und in der Schweiz ist fast ausschließlich Café gebräuchlich.
Typisch für heutige Cafés sind kleine Tische (in Österreich und einigen anderen Nachfolgestaaten der österreichisch-ungarischen Monarchie Tische mit Marmorplatten ohne Tischtuch), zierliche Stühle, Zeitungslektüre, Getränkeangebot (heute viel mehr als nur Kaffee), nicht selten Kuchen und Torten und z. T. einfache Mahlzeiten. Der Grund für einen Besuch ist das Verbringen der Freizeit in einer angenehmen Atmosphäre allein oder in Gesellschaft. Die Grenze zur Kneipe, zum Bistro oder zum Restaurant ist hierbei fließend.
Neumodische Cafés sind häufig als Lounge konzipiert und oft Filialen einer Handelskette. Typisch für solche Cafés sind die lockere Atmosphäre (z. B. dezente Hintergrundmusik, Wohnzimmerumgebung und gedimmtes Licht), Öffnungszeiten bis spät abends, oft Internetzugang und das in den einzelnen Filialen ähnliche Angebot. Nicht selten ist auch die Bezeichnung Café Bar – eine Kombination aus Café und Bar.
Stehcafés sind meistens an Bäckereiverkaufsstellen angegliedert. Hier wird Kaffee an die Laufkundschaft ausgeschenkt (vereinzelt auch Selbstbedienung), um diesen – vor allem an den bereitgestellten hohen Tischen – im Stehen zu trinken.
Straßencafés haben Tische und Stühle auch draußen vor der Tür platziert. Bei schönem Wetter können Gäste ihren Kaffee im Freien an der frischen Luft trinken und die Sonne genießen.